# Эммаус (Никополь)
Эммау́с, Еммау́с (греч. Ἐμμαούς, лат. Emmaus, ивр. חמת‎ Hammat, «тёплый источник», араб.  عِمواس‎ ʿImwās) или Нико́поль, Нико́полис (греч. Νικὀπολις) — селение в Иудее (с III по VII в. н. э. — город), находившееся приблизительно в 30 км к западу от Иерусалима на границе между горами Иудеи и долиной Аялон, вблизи того места, где дорога, ведущая из Яффо в Иерусалим, разделяется на северную (через Бет-Хорон) и южную (через Кириаф-Иарим) ветви.
Разрушен в 1967 году. Сегодня место Эммауса, располагающееся на Латрунском перекрёстке между Иерусалимом и Тель-Авивом, открыто для посетителей.

## Географическое положение
Географическое положение Эммауса описано в Иерусалимском Талмуде:
От Бейт-Хорона до моря — одна область, без регионов? Рабби Йоханан сказал: «Там есть горы, низменность и долина. От Бейт-Хорона до Эммауса — горы, от Эммауса до Лода — долина, от Лода до моря — низменность» (Иерусалимский Талмуд, Шевиит 9:2)
О местоположении Эммауса свидетельствуют также географические карты римской эпохи: Пейтингерова скрижаль, на которой Эммаус под названием Amauante находится на расстоянии 19 миль (около 28 км) к западу от Иерусалима, и карта Птоломея, на которой расстояние от Эммауса, названного Emmaunta, до Иерусалима, равно 20 милям (около 29,5 км). Эти данные подтверждаются следующими древнехристианскими свидетелями: несколько древних рукописей и переводов Евангелия от Луки (в частности Синайский кодекс), указывающих расстояние в 160 стадий между Эммаусом и Иерусалимом, Евсевий Кесарийский, анонимный паломник из Бордо, Иероним Стридонский (108-е послание) и другие.

## Происхождение названия
Название «Эммаус» происходит, скорее всего, от ивр. «Хаммат» или «Хамта», что означает «горячий источник» (под этим названием он упоминается в Мидраш Зута на Песнь песней 6,8 и Мидраш Раба на Плач Иеремии 1,45). Это название было эллинизированно, по видимости, в течение II века до н. э. и встречается в древней еврейской литературе в формах: Аммаус, Аммаум, Эммаус, Эммаум (Еммаум), Маус, Амус и др.: Άμμαούμ, Άμμαούς, Έμμαούμ, Έμμαούς, אמאוס, אמאום, עמאוס, עמאום, עמוס, מאום, אמהום…

## История
Благодаря своему стратегическому положению Эммаус играл на определённых этапах своей истории важную административную, военную и экономическую роль.
Первое упоминание Эммауса встречается в 1-й книге Маккавейской, главы 3-4, в контексте войн Иуды Маккавея против греков (II в. до н. э.).
В эпоху Хасмонеев Эммаус стал доминирующим селением в районе долины Аялон (Аиалон) и приобрёл статус регионального административного центра (центра топархии). Иосиф Флавий упоминает Эммаус в своих трудах много раз. Он сообщает о разрушении Эммауса римлянами в 4 г. до н. э.. Опустошенный римлянами, Эммаус превратился в небольшое селение. Считается, что в этом качестве оно упоминается в Евангелии от Луки, когда воскресший Иисус Христос явился двум ученикам:

В тот же день двое из них шли в селение, отстоящее стадий на (сто) шестьдесят от Иерусалима, называемое Эммаус…
— Лук. 24:13-31
После поражения восстания Бар-Кохбы в первой половине II в. н. э. в Эммаусе расселились римляне и самаритяне. В начале III в. н. э. в Эммаусе жил и работал христианский ученый и писатель римского происхождения Юлий Африкан, состоявший в переписке с Оригеном. Согласно историкам византийской эпохи (Евсевию Кесарийскому, Иерониму Стридонскому, Филиппу Сидскому и другим), Юлий Африкан возглавил делегацию местных жителей к римскому императору Элагабалу, получившую для Эммауса статус города (полиса) и название «Никополь», которое он носил в конце римской и в византийскую эпохи.
Эммаус, откуда был Клеопа, упоминаемый в Евангелии от Луки. Сегодня это Никополь, знаменитый город в Палестине. Евсевий Кесарийский, «Ономастикон», 90:15-17, датируется 290—325 гг. н. э.
В византийскую эпоху Эммаус-Никополь превратился в крупный город с епископским престолом. На предполагаемом месте преломления хлеба воскресшим Христом был сооружен большой церковный комплекс, служивший местом паломничества, руины которого сохранились до сих пор. С приходом мусульманских завоевателей (VII век н. э.) Эммаус получил арабское имя «Амвас» («Имвас»), но потерял своё значение как региональный центр.
В эпоху крестовых походов возобновилось христианское присутствие в Эммаусе, византийский храм был восстановлен, но вместе с тем память о явлении Христа в Эммаусе начала совершаться и в других местах Святой земли: в Ха-Моце (в шести километрах к западу от Иерусалима), Эль-Кубейбе (в 12 километрах от Иерусалима) и Абу-Гоше (в 12 километрах от Иерусалима).
В новое время арабская деревня Амвас была заново идентифицирована как библейский Эммаус и как римско-византийский Никополь трудами учёных (Эдвардом Робинсоном (1838—1852), М. де Гереном (1868), Ш. С. Клермоном-Ганно (1874), Ж. Б. Гиймо (J.-B. Guillemot, 1880—1887), а также благодаря откровению, полученному блаженной Мариам Вифлеемской, местной святой, монахиней кармелитского монастыря в Вифлееме, которой сам Христос указал Амуас в качестве новозаветного Эммауса в 1878 году.
В 1879 году место Эммауса было выкуплено кармелитским монастырём у мусульман, там были проведены раскопки, и приток паломников в Эммаус-Никополь возобновился.
Арабская деревня Амвас была полностью разрушена в 1967 году в ходе Шестидневной войны.

## Хождение в Эммаус
Библейский рассказ о двух учениках Иисуса Христа, шедших в деревню Эммаус. Опечаленные смертью своего учителя, они встретили воскресшего Иисуса в пути и не узнали его. Вечером за трапезой ученики увидели, как он преломляет хлеб и произносит благодарственную молитву, и поняли, кто перед ними. Это событие описано в Евангелии от Луки: 

В тот же день двое из них шли в селение, отстоящее стадий на (сто) шестьдесят от Иерусалима, называемое Эммаус; и разговаривали между собою о всех сих событиях. И когда они разговаривали и рассуждали между собою, и Сам Иисус, приблизившись, пошел с ними. Но глаза их были удержаны, так что они не узнали Его… И приблизились они к тому селению, в которое шли; и Он показывал им вид, что хочет идти далее. Но они удерживали Его, говоря: останься с нами, потому что день уже склонился к вечеру. И Он вошел и остался с ними. И когда Он возлежал с ними, то, взяв хлеб, благословил, преломил и подал им. Тогда открылись у них глаза, и они узнали Его.
— Лук. 24:13-31
Предполагается, что одним из учеников был Лука, не только проповедник, но и писатель, врач и иконописец. На полотнах Рембрандта, Караваджо и др. художников изображена беседа Иисуса с учениками за трапезным столом в Эммаусе.

## Археология
Археологические раскопки в Эммаусе в конце XIX века осуществляли: Ш. С. Клермон-Ганно (1874), Ж.-Б. Гиймо (J.-B. Guillemot, 1883—1887), монахи-доминиканцы Л.-Ю. Вансан и Ф. М. Абель (1924—1930), И. Хиршфельд (Y. Hirschfeld, 1975), М. Гихон (M. Gichon, 1978), М. Лоухивуори, М. Пичирилло, В. Мишель, К.-Х. Флекенштайн (M. Louhivuori, M. Piccirillo, V. Michel, K.-H. Fleckenstein, начиная с 1994 года).
В результате раскопок на территории парка «Канада» («Аялон») были обнаружены развалины укреплений Эммауса эпохи Хасмонеев, еврейские захоронения I в. н. э.,, римские термы III в. н. э. римско-византийские гидравлические сооружения, прессы для масла, захоронения, многочисленные предметы римско-византийского периода (масляные лампы, сосуды, украшения). Была расчищена восточная (задняя) стена византийского храма в виде трёх абсид с прилегающим внешним баптистерием и многоцветными мозаиками, а также стены храма крестоносцев (XII в.), пристроенные к средней византийской абсиде. В районе Эммауса были обнаружены также древнееврейские, самаритянские, греческие и латинские надписи на камне.

## Идентификация селения, упоминаемого в Евангелии от Луки
В большинстве из дошедших до нас древних рукописей Евангелия от Луки указывается расстояние в 60 стадий (около 12 км) между Иерусалимом и Эммаусом. В то же время унциальные рукописи א (Синайский кодекс), Θ, Ν, Κ, Π, 079 и курсивные рукописи 158, 175, 223, 237, 420, а также древние лекционарии (L844, L2211) и переводы на латинский (некоторые рукописи Vetus Latina (например, Sangermanensis), качественные рукописи Вульгаты (в том числе, самая ранняя из них, Fuldensis), арамейский (палестинский Евангелиарий), грузинский и армянский переводы упоминают расстояние в 160 стадий (около 30 км). Вариант 60 стадий был избран с XVI в. для печатных изданий Библии. Против варианта 160 стадий часто приводится аргумент, что такое расстояние невозможно пройти в оба конца за один день. Следует помнить, однако, о принципе толкования древних текстов — Lectio difficilior, lectio verior — из двух вариантов текста следует считать подлинным более трудный, по той причине, что древние переписчики Библии были склонны вносить поправки в целях облегчения понимания текста, а не наоборот. Следует указать также, что проделать путь из Иерусалима в Эммаус-Никополь и обратно пешком за один день является возможным, что было подтверждено на опыте неоднократно.
Древние еврейские источники (книги Маккавейские, Иосиф Флавий, Талмуд и Мидраш) упоминают только одно селение под названием Эммаус в районе Иерусалима — Эммаус при долине Аиалон. Так, например, в «Иудейской войне» (IV, 8, 1) Иосифа Флавия говорится о размещении Веспасианом V Македонского легиона в районе Эммауса. Эти данные были подтверждены археологами, обнаружившими в районе Эммауса-Никополя могильные камни солдат этого легиона. Можно с уверенностью утверждать, таким образом, что селение Эммаус действительно существовало в районе долины Аиалон в I в. н. э. и что Иосиф Флавий имеет в виду именно его, когда упоминает Эммаус в своих трудах.
Древняя христианская традиция отцов Церкви и паломников в Святую землю римско-византийского периода единогласно признаёт Никополь как Эммаус, упоминаемый в Евангелии от Луки: Ориген (предположительно), Евсевий Кесарийский, Иероним, Исихий Иерусалимский, Феофан Исповедник, Созомен, Феодосий («О местоположении Святой Земли») и др.
В 1878 году блаженная Мариам Вифлиемская имела видение Христа, указавшего ей это место как подлинный Эммаус, в результате чего это место было выкуплено у мусульман.
Эммаус-Никополь сохранил на протяжении веков своё древнее название «Эммаус» («Амвас»), на протяжении веков сохранилась также христианская традиция почитания этого места как Эммауса, где явился воскресший Христос.
В качестве альтернативных версий местонахождения Эммауса предложены следующие селения:
1. Арабская деревня Абу-Гош около древнего города Кириаф-Иарим, находящаяся в 12 км (60 стадиях) от Иерусалима[16]. В качестве библейского Эммауса эта деревня была выбрана крестоносцами в XII веке, которые построили там церковь[17].
2. Палестинская деревня Эль-Кубейбе[англ.], находящаяся в 12 км (60 стадиях) от Иерусалима, около 7 км к северу от Абу-Гоша. В XIV веке традиция размещения Эммауса на месте Эль-Кубейбе сменила традицию его размещения в Абу-Гоше. Считается, что смена произошла из-за изменения маршрута следования паломников по соображениям безопасности. Эта традиция принята францисканцами, которые построили храм в Эль-Кубейбе[18].
3. Еврейская деревня Ха-Моца (римское селение Колония[англ.]), находящаяся в 6 км (30 стадиях) от Иерусалима. Упоминается в греческих средневековых рукописях «Иудейской войны» Иосифа Флавия (VII, 6, 6) под названием Эммаус с указанием на расстояние в 60 стадий от него до Иерусалима. Однако считается, что это произошло под влиянием Евангелия от Луки. Ни в одной из рукописей Евангелия от Луки не указано расстояние в 30 стадий между Иерусалимом и Эммаусом, все они содержат либо 60, либо 160 стадий[19].